# Gutnisk femkamp
Gutnisk femkamp, även kallad gotländsk femkamp, är en av grenarna i Stångaspelen på Gotland.
Den gutniska femkampen skapades 1892 och de ingående grenarna valdes bland cirka 30 uråldriga tävlingslekar. Den eller de med sämst resultat i varje gren slås ut eftersom så att endast två personer återstår i finalens ryggkast. Ursprungligen bestod den gutniska femkampen av en annan uppsättning grenar. Dessa har senare ändrats och de fem grenar som ingår (2023) i gutnisk femkamp är:
- löpning
- stenvarpa utan fingertag
- stångstörtning
- ryggkast
- höjdhopp

Tävlingen är alltid andra helgen i juli.

## Deltagare
Deltagarna som är med är inte bara från Gotland. Det har kommit deltagare från bland annat Kalmar, Stockholm, Göteborg och Nynäshamn. Även skottar har varit med och även en och en annan tysk.[källa behövs]

## Klasser
Det är olika klasser man tävlar i. Dessa är (2008):
- Mästarklass
- Nöibörjare
- Dränggar
- Töisar
- Sårkar -16 år
- Sårkar -13 år
- Töisar -13 år

## Vinnare
Erik Larsson är en känd femkampare. Han har vunnit gutniska femkampen 21 gånger (fram till 2022). Den man som vunnit flest gånger i följd är Erik Hedins som vunnit 17 segrar i följd. Samma antal segrar i rad kom Larsson upp i 2017. På damsidan har Katarina Boman vunnit flest gånger. Antalet gånger säger hon själv är "så många gånger att hon tappat räkningen på hur många segrar hon har". Den gutniska femkampen har varit inställd tre gånger; 1940 (andra världskriget), 1955 (Gotlandsutställningen) och 2020 (Covid-19-pandemin).
| År   | Töisar          | Mästerklass  |
| ---- | --------------- | ------------ |
| 1999 |                 | Erik Larsson |
| 2000 |                 |              |
| 2001 |                 | Erik Larsson |
| 2002 |                 | Erik Larsson |
| 2003 |                 | Erik Larsson |
| 2004 |                 | Erik Larsson |
| 2005 |                 | Erik Larsson |
| 2006 |                 | Erik Larsson |
| 2007 |                 | Erik Larsson |
| 2008 | Åsa Larsson     | Erik Larsson |
| 2009 |                 | Erik Larsson |
| 2010 | Katarina Boman  | Erik Larsson |
| 2011 |                 | Erik Larsson |
| 2012 |                 | Erik Larsson |
| 2013 | Katarina Boman  | Erik Larsson |
| 2014 | Katarina Boman  | Erik Larsson |
| 2015 |                 | Erik Larsson |
| 2016 | Lina Pettersson | Erik Larsson |
| 2017 | Lina Pettersson | Erik Larsson |
| 2018 |                 | Erik Larsson |
| 2019 | Katarina Boman  |              |
| 2020 | Inställd        | Inställd     |
| 2021 | Katarina Boman  |              |
| 2022 | Inställd        | Erik Larsson |